# Rise Against (EP)
Rise Against è un EP dell'omonimo gruppo post-hardcore/melodic hardcore punk statunitense, pubblicato il 12 maggio 2009 dalla Fat Wreck Chords. L'album contiene due tracce registrate durante le sessioni per Appeal to Reason ed è stato pubblicato in edizione limitata, prodotto in 1000 copie in vinile rosso per il sito dell'etichetta ed in 4000 copie in vinile nero per i negozi.

## Tracce
1. Grammatizator – 2:08
2. Voice of Dissent – 1:56

## Formazione
- Tim McIlrath - voce, chitarra
- Zach Blair - chitarra, cori
- Joe Principe - basso, cori
- Brandon Barnes - batteria